# Гейбо, Иосиф Иванович
Иосиф Иванович Гейбо (1910—1992) — советский военный лётчик истребительной авиации. Участник боёв на Халхин-Голе, советско-финской и Великой Отечественной войн. Герой Советского Союза (28.04.1945). Генерал-майор авиации (3.08.1953).

## Молодые годы
Иосиф Иванович Гейбо родился 25 апреля 1910 года в селе Валуйское Луганского юрта Донского округа Области Войска Донского Российской империи (ныне село Станично-Луганского района Луганской области Украины) в многодетной крестьянской семье Ивана Казимировича и Текли Александровны Гейбо. Русский. Текля Александровна умерла от тифа в 1919 году. Чтобы прокормить шестерых детей, Иван Казимирович устроился работать на железную дорогу. Забота о младших братьях и сёстрах легла на плечи старшей дочери Брониславы. Несмотря на частые переезды, Иосиф Гейбо получил семилетнее образование. В школе он был комсомольским активистом, секретарём комсомольской ячейки, поэтому после окончания учебного заведения его охотно взяли на работу техническим секретарём райкома комсомола в Луганске. Вскоре по комсомольской путёвке он окончил курсы по подготовке сельских учителей, затем один учебный год работал преподавателем в сельской школе. В 1930 году Иосиф Гейбо поступил в Луганский железнодорожный техникум. В 1932 году его приняли в члены ВКП(б). Окончив в 1933 году техникум, Иосиф Гейбо устроился работать помощником машиниста на Донецкую железную дорогу. Однако поработать по специальности ему практически не удалось.

## Первые годы военной службы
В том же 1933 году он по спецнабору ЦК ВКП(б) был направлен в 9-ю военную школу лётчиков и лётчиков-наблюдателей в город Харьков, затем был переведён в Первую военную школу лётчиков имени А. Ф. Мясникова в посёлок Кача. В 1934 году, после окончания школы лётчиков, младший лётчик И. И. Гейбо прибыл для прохождения службы в 35-ю авиаэскадрилью 56-й авиационной бригады Украинского военного округа, расквартированную под Житомиром. В связи с обострением военно-политической обстановки на Дальнем Востоке в сентябре 1937 году эскадрилья была переброшена в Читу. В начале 1938 года — помощник командира эскадрильи 51-го истребительного авиационного полка 23-й авиационной бригады, с июля того же года — командир звена 8-го истребительного авиационного полка. С марта 1939 года — заместитель командира эскадрильи 70-го истребительного авиационного полка ВВС Забайкальского военного округа, а вскоре стал командиром 5-й эскадрильи этого полка.

## Бои на Халхин-Голе
С июля по сентябрь 1939 года командир эскадрильи старший лейтенант И. И. Гейбо принимал участие в боях на реке Халхин-Гол. Воевал на самолётах И-15 и И-153 «Чайка». За время боёв совершил 82 боевых вылета на штурмовку и сопровождение бомбардировщиков. В 18-и воздушных боях сбил 2 японских истребителя лично и один в группе. За отличие в боях Иосиф Иванович был произведен в капитаны и награждён орденами Ленина и Красной Звезды.

## Участие в Советско-финской войне
В сентябре 1939 года капитана И. И. Гейбо перевели в 7-й истребительный авиационный полк, в составе которого с января 1940 года он принял участие в Советско-финской войне 1939—1940 годов. Полк воевал в составе ВВС Северо-Западного фронта и дислоцировался на льду озера Валк-Ярви (ныне озеро Мичуринское Ленинградской области) и выполнял задачи по штурмовке войск противника и сопровождению бомбардировщиков. За время Зимней войны капитан Гейбо выполнил 72 боевых вылета, лично сбил 2 финских самолёта.
После советско-финской войны, в марте 1940 года, Иосиф Иванович был направлен в формировавшийся в Умани 92-й истребительный авиационный полк 14-й смешанной авиационной дивизии Киевского особого военного округа на должность помощника командира полка. В составе полка летом 1940 года участвовал в операции по вводу советских войск в Бессарабию. До ноября 1940 года полк дислоцировался на аэродроме в Бельцах, затем был переброшен на Западную Украину в городок Броды.
В январе 1941 года капитан И. И. Гейбо был назначен заместителем командира 46-го истребительного авиационного полка той же 14-й смешанной авиационной дивизии, базировавшейся на аэродроме Млынов в районе Дубно.

## Великая Отечественная война
В боях с немецко-фашистскими захватчиками Иосиф Иванович участвовал с утра 22 июня 1941 года в составе Юго-Западного фронта. Воевал на самолётах И-16, ЛаГГ-3, Як-1. На 20 минуте войны одним из первых (если не первым) сбил немецкий самолёт, за что впоследствии был награждён вторым орденом Красного Знамени.
В начале августа 1941 года полк был включён в состав 6-го истребительного авиационного корпуса Московской зоны ПВО, а во второй половине августа уже сражался на подступах к Ленинграду в составе 8-й смешанной авиационной дивизии 11-й армии Северо-Западного фронта. 19 августа 1941 года в районе Пулково Иосиф Иванович был тяжело ранен и до декабря 1941 года находился в госпитале.
После выздоровления ему присвоили звание майора и в феврале 1942 года назначили командиром 20-го истребительного авиационного полка в составе ВВС 50-й армии Западного фронта. В мае 1942 года полк вошёл в состав 201-й истребительной авиационной дивизии 1-й воздушной армии Западного фронта. В его составе Иосиф Иванович защищал небо Подмосковья, был повышен в звании до подполковника. Летом 1942 года дивизия принимала участие в первой Ржевско-Сычёвской операции.
В ноябре 1942 года был назначен заместителем командира 263-й истребительной авиационной дивизии 3-й воздушной армии Западного фронта.
18 февраля 1943 года подполковник И. И. Гейбо стал командиром 309-й истребительной авиационной дивизии в составе Западного фронта, а 28 июня 1943 года ему присвоено очередное воинское звание полковник. В июле 1943 года молодого командира направили на учёбу. В январе 1944 года он окончил курсы усовершенствования командиров авиадивизий при Военной академии командного и штурманского состава ВВС РККА.
2 февраля 1944 года Иосифа Ивановича назначили командиром 6-й гвардейской истребительной авиационной дивизии 8-й воздушной армии 4-го Украинского фронта, которой он успешно командовал до конца войны. Под его командованием дивизия участвовала в Никопольско-Криворожской операции и Крымской операции. За успешные действия дивизии в ходе освобождения Крыма Иосиф Гейбо был награждён орденом Кутузова 2 степени. В июле — августе 1944 года дивизия Гейбо участвовала в Львовско-Сандомирской и Ясско-Кишиневской операциях. Затем дивизия была выведена в резерв Ставки Верховного Главнокомандующего и после доукомплектования в середине сентября 1944 года вошла в состав 5-й воздушной армии 2-го Украинского фронта. В её составе 6-я гвардейская истребительная дивизия под командованием гвардии полковника И. И. Гейбо участвовала в Дебреценской, Будапештской, Венской и Пражской операциях. К апрелю 1945 года гвардии полковник И. И. Гейбо совершил 177 боевых вылетов и сбил лично 5 самолётов противника. 28 апреля 1945 года за образцовое выполнение заданий командования и проявленные при этом мужество, отвагу и геройство полковнику Иосифу Ивановичу Гейбо было присвоено звание Героя Советского Союза. Война для Иосифа Ивановича закончилась 11 мая 1945 года недалеко от Праги.

## Послевоенная служба
После войны он продолжил службу в Военно-воздушных силах СССР. Ещё почти 2 года, по февраль 1947 года, он командовал 6-й гвардейской истребительной авиационной дивизией, которая летом 1945 года вошла в состав 16-й воздушной армии Группы советских оккупационных войск в Германии. Затем он был направлен на учёбу и в 1949 году окончил Высшую военную академию имени К. Е. Ворошилова. С марта 1949 года служил начальником Армавирского военного авиационного училища лётчиков. С июня 1955 года — помощник командующего ВВС Северо-Кавказского военного округа. С июля 1957 по декабрь 1958 года проходил службу в 10-м управлении Генерального штаба Вооружённых Сил СССР. С декабря 1958 года служил начальником штаба — первым заместителем командующего ВВС Приволжского военного округа. С июля 1967 года был прикомандирован к Генеральному штабу, с октября 1967 года состоял в распоряжении Главнокомандующего ВВС. С марта 1968 года генерал-майор И. И. Гейбо в запасе.
Избирался депутатом Верховного Совета Молдавской ССР.
Жил в городе Куйбышеве (с 1991 года — Самара). Был руководителем патриотической военно-спортивной игры «Зарница». Написал книгу воспоминаний о первом дне Великой Отечественной войны «Шла двадцатая минута войны».
Умер 16 апреля 1992 года. Похоронен в Самаре.

## Награды
- Медаль «Золотая Звезда» Героя Советского Союза (28.04.1945).
- 2 ордена Ленина (27.04.1940; 28.04.1945).
- 3 ордена Красного Знамени (22.02.1940; 02.08.1941; 5.11.1954).
- Орден Кутузова 2-й степени (11.05.1944).
- Орден Отечественной войны 1-й степени (11.03.1985).
- Орден Красной Звезды (20.06.1949).
- Медаль «За боевые заслуги» (3.11.1944).
- Медаль «За оборону Ленинграда».
- Медаль «За взятие Будапешта».
- Медаль «За взятие Вены»
- Медаль «За освобождение Праги»[4]
- Ряд других медалей СССР.

Ордена и медали иностранных государств
- Орден Тудора Владимиреску 2-й степени (Румыния, 3.11.1969[5]).
- Медаль ордена Заслуг Венгерской Народной Республики 1-й степени (Венгрия, 1955[6]).
- Медаль «Китайско-советская дружба» (КНР).
- Медаль «25 лет освобождения Румынии» (Румыния, 3.11.1969).

## Память
- Почётный гражданин города Братислава (Словакия).
- Имя Героя Советского Союза И. И. Гейбо увековечено на аллее героев армавирцев в городе Армавир Краснодарского края.
- Мемориальная доска в честь Героя Советского Союза И. И. Гейбо установлена в городе Самара по адресу ул. Спортивная, 25В.

## Сочинения
- Гейбо И. И. Шла двадцатая минута войны : документальная повесть. — Куйбышев : Куйбышевское книжное издательство, 1984. — 152 с.

## Документы
- Общедоступный электронный банк документов «Подвиг Народа в Великой Отечественной войне 1941—1945 гг.» Архивировано 13 марта 2012 года.
- 46561834 Указ Президиума Верховного Совета СССР о присвоении звания Герой Советского Союза. Архивировано 16 мая 2013 года.,
- 46442890 Указ Президиума Верховного Совета СССР о присвоении звания Герой Советского Союза). Архивировано 16 мая 2013 года.,
- 2006996 Указ Президиума Верховного Совета СССР о награждении орденом Красного Знамани. Архивировано 16 мая 2013 года.,
- 19781032 Орден Кутузова 2-й степени. Архивировано 16 мая 2013 года.,
- 19001869 Указ Президиума Верховного Совета СССР о награждении орденом Кутузова 2-й степени. Архивировано 16 мая 2013 года.,
- Орден Отечественной войны 1-й степени. Архивировано 16 мая 2013 года.